# Церковь Святой Екатерины (Эйндховен)
Церковь Святой Екатерины (нидерл. Sint-Catharinakerk) — католическая церковь, находящаяся в центре города Эйндховен, посвящённая  святой Екатерине Александрийской. Находится на площади Екатерины (нидерл. Catherinaplein), в начале улицы Stratumseind. Церковь святой Екатерины была построена по проекту архитектора  Питера Кёйперса в 1867 году (первый камень был заложен в 1861), и представляет собой трёхнефую базилику в  неоготическом стиле с двумя башнями высотой в 73 м — Марии и Давида.